# Szklane usta
Szklane usta – polsko-amerykański film fabularny z 2007 roku w reżyserii Lecha Majewskiego. Film oparty został na wideoinstalacji Krew Poety pokazywanej w nowojorskim Museum of Modern Art 3 maja 2007 roku.

## Główne role
- Patryk Czajka – Sebastian
- Joanna Litwin – matka
- Grzegorz Przybył – ojciec

## Fabuła
Głównym bohaterem filmu jest młody poeta, który przebywa w szpitalu psychiatrycznym. Poznajemy go przez sny, lęki, urojenia i obsesje. Widoki te są wiwisekcją bohatera (tzw. przekrojem przez mózg). Film nie ma klasycznej budowy (linearnej fabuły ani dialogów). Najważniejsza jest tu muzyka i dźwięk. Film był porównywany do teatru Tadeusza Kantora.